# María Dolores Fritz Sierra
María Dolores Fritz Sierra (Yobaín, Yucatán; 11 de agosto de 1957) es una abogada y política mexicana. Se desempeñó como regidora del municipio de Mérida entre 2015 y 2018. Fue presidenta municipal interina de Mérida, Yucatán del 8 de enero de 2018 al 31 de agosto de 2018. Se desempeñó como secretaria general de gobierno del estado de Yucatán, durante la administración de Mauricio Vila Dosal entre 2018 y 2024.
Fue en 2024, durante un breve periodo de tiempo y en dos ocasiones, gobernadora de Yucatán, tras la solicitud de licencia al cargo, de Mauricio Vila Dosal. 

## Datos biográficos
Es licenciada en derecho egresada de la Universidad Autónoma de Yucatán; estudió inglés y derecho internacional en Grand Valley State University, Míchigan, y cuenta con un diplomado en derecho procesal del trabajo por la UADY. Laboró hasta su llegada a la actividad política en la notaría pública número 81 de Yucatán.
Ha sido docente en la escuela preparatoria número 1 de la Universidad Autónoma de Yucatán, en la facultad de Derecho de la misma Universidad y en el Centro Marista de Estudios Superiores. Expositora en cursos y talleres como 'Los recursos humanos y normatividad administrativa en la Universidad Autónoma de Yucatán' en 1999 y 2000; 'Normatividad Municipal y funcionamiento de cabildo' del 2010 al 2015 impartido a regidores electos del Partido Acción Nacional.
Socia del bufete jurídico a cargo de Ali Charruf Navarrete de 1982 a 1983. También se ha desempeñado como representante patronal de la Universidad Autónoma de Yucatán ante la junta local de conciliación y arbitraje del Estado en el periodo de 1981- 1985. Fue jefe del departamento de procesos laborales de la dirección general de asuntos jurídicos en la UADY en los años 1985 a 1995 y  asesora jurídica externa para asuntos laborales de la rectoría de la UADY desde 1995 hasta el 2004 y socia del despacho ‘Estrada Fritz y Asociados’ S.C.P. desde 1998 hasta 2015.

## Actividad política
Entre los años de 2007 a 2010 fungió como directora de gobernación del municipio de Mérida. Fue regidora electa para el periodo constitucional de 2015 al 2018 del Ayuntamiento de Mérida; nombrada por unanimidad como secretaria de cabildo del municipio de Mérida para el mismo periodo. Como resultado de la licencia solicitada por su antecesor, Mauricio Vila, ella resulta elegida también por unanimidad como sustituto del presidente municipal con licencia y asume el cargo como interina el 7 de enero de 2018.  Se desempeñó como Secretaria General de Gobierno del estado de Yucatán, durante el gobierno de Mauricio Vila (2018-2024) Fue gobernadora interina de Yucatán en dos ocasiones, en 2024. 